# Diszfunkcionális család
A diszfunkcionális család egy olyan viszálykodó család, amelyben az egyes családtagok neveletlen és erőszakos viselkedése a család többi tagjának hasonló viselkedését váltja ki. A gyermekek gyakran úgy nőnek fel ezekben a családokban, hogy ezt a viselkedésmódot normálisnak gondolják.

## Jellemzői
A diszfunkcionális család tagjai tünetei és viselkedésmintái hasonlóak, amelyek révén a családi struktúrán belül hasonló tapasztalatokat szereznek. Ez a diszfunkcionális attitűd megerősödéséhez, annak elfogadásához vagy állandósulásához vezet. Általános jellemző, hogy nem reagálnak a problémákra (és egymás érzelmeire), titkok és tabuk járják át a légkört; nem foglalkoznak érzéseikkel, szükségleteikkel.
Egy másik jellemző a család szerepeinek megmerevedése, megváltoztathatatlansága. Diszfunkcionális családnál a szabályok, szerepek rigidek, kaotikusak, és előfordulhatnak rejtett szabályok is.
A diszfunkcionális családok a mérgező szégyen érzésére alapulnak.
A természetes szégyenérzet veleszületett érzelem, rendeltetése az emberi korlátok jelzése. Ha az egyén elveszti személyi határait, a szégyen mérgezővé válik. Funkcionális családot csak olyanok tudnak létrehozni, akik kapcsolatban vannak természetes szégyenérzetükkel.
A diszfunkcionalitásnak léteznek prototípusai. A családfők inkompetenciája elhatárolódást és gyenge irányítást eredményez. Gyermekeik kevésbé képesek az önellátásra. Egyesek összeférhetetlenné válnak vagy megsértik a helyes magatartás alapvető szabályait. A családtagoknak komoly problémái alakulhatnak ki mind magatartásukkal, mind pedig másokkal való kapcsolataikkal.
Az alkoholizmus gyakran vezet diszfunkcionális család kialakulásához. A problémák tartóssá válhatnak és akár több nemzedéket is érinthetnek. Az alkoholizmus problémája megszűnhet, de egy generációt átugorva újra jelentkezhet. Hatással lehet az ún. belső gyermekre (John Bradshaw nyomán).
A diszfunkcionális családok három típusa (szégyen alapú – általában vegyesen fordulnak elő a jellemzők a családokban):
1. Kultikus (Szégyentelen)
  - mérgező szégyenüket felsőbbrendű viselkedés rejti el
  - látomásokban élnek, valóban hiszik, hogy nincs probléma
  - „ahhoz, hogy szeresselek, engedelmeskedned kell!”
  - zárt rendszer; merev ideológia; a tagok érzelmei, gondolatai fölötti kontroll; minden vagy jó, vagy rossz
  - a testvéreket egymás ellen hangolják; a gyerek a szülő meghosszabbítása; kényszerítő, büntető, erőszakos jellegű
  - a határok merevek; az érzelmeket kordában kell tartani; a szerepek az erőn, hierarchián alapulnak
  - motivációk: kötelesség, aki szeret, azt csinálod, amit mondanak, „dolgozz keményen!”, „ne érezz!”
2. Kaotikus (Szégyenteli)
  - a szülők belső gyereke a gyerekeitől várja azt a szeretet, amit az ő szüleiktől nem kaptak meg ⇒ a gyereknek nincs senkije
  - következetlen szabályok, a szülő egyszer követelőző gyermek, egyszer felnőtt
  - gyakori válás, gyakori ellentmondó szabályok – kettős kötés „legyél felnőtt” + „ne nőj fel”
  - befejezetlenség, a problémák soha nincsenek megoldva, tagadják őket
  - a határok összemosottak, gyakran hágják át őket, gyakran fizikailag is
  - motivációk: „tetszeni tudás”, „ha keményen próbálkozol, akkor nem kell megcsinálnod”
3. Korrupt (Szégyen nélküli)
  - nincs lelkiismeret; rejtett szabály: „ne vidd el a balhét, amíg nem muszáj”
  - „senki nem számít, csak a család”; szeretet = család iránti lojalitás
  - a szülőket gyakran nagyon korán, szükségletekben, érzelmekben megszégyenítették ⇒ irracionális dühöt éreznek
  - a harag csak kifelé megengedett, családon belül keményen büntetik
  - határok: kifelé merevek, megkérdőjelezhetetlenek
  - szülő-gyerek kapcsolatban nincsenek határok – incesztus
  - motivációk: támadó szeretet: „engem szeretni kell”, „légy erős és kemény!”, „ne érzelegj!”
  - szadisztikus-mazochisztikus szeretet, erőszakos, büntető szeretet

A diszfunkcionális családban felnövő gyermekek gyakran besorolhatók az alábbi öt kategóriába:
1. „A Jó Gyerek” – gyakran a család hőse, aki elfogadja a szülői irányítást.
2. „A Problémás Gyerek” – a család fekete báránya, akit általában hibáztatnak.
3. „A Gondviselő” – az egyetlen, aki felelősséget vállal a család érzelmi jólétéért.
4. „Az Elveszett Gyerek” – alig észrevehető, csendes, szeret félrevonulni.
5. „A Háttérből Irányító” – megalkuvó, aki igyekszik kihasználni és a maga javára fordítani a családtagok hibáit.

## Megjegyzés
- A fenti megfogalmazás helyenként a tranzakcióanalízis fogalomtárára épít: rövid ismertető a főbb tudnivalókról (l. a tizenkét gátló parancsot)

## Fordítás
Ez a szócikk részben vagy egészben  a   Dysfunctional family című angol Wikipédia-szócikk fordításán alapul.  Az eredeti cikk szerkesztőit annak laptörténete sorolja fel. Ez a jelzés csupán a megfogalmazás eredetét és a szerzői jogokat jelzi, nem szolgál a cikkben szereplő információk forrásmegjelöléseként.